# Contea di Taylor (Florida)
La contea di Taylor (in inglese Taylor County) è una contea della Florida, negli Stati Uniti. Il suo capoluogo amministrativo è Perry.

## Geografia fisica
La contea ha un'area di 3.191 km² di cui il 15,43% è coperta d'acqua. Confina con:
- Contea di Jefferson - nord-ovest
- Contea di Madison - nord
- Contea di Lafayette - est
- Contea di Dixie - sud-est

## Storia
La contea venne creata nel 1856 ed il suo nome deriva da Zachary Taylor, dodicesimo presidente degli USA, in carica dal 1849 al 1851.

## Città principali
- Perry

## Politica
| Anno | Repubblicani | Democratici | Altri |
| ---- | ------------ | ----------- | ----- |
| 2004 | 63,7%        | 35,5%       | 0,8%  |
| 2000 | 59,6%        | 38,9%       | 1,5%  |
| 1996 | 39,9%        | 44,8%       | 15,4% |
| 1992 | 37,3%        | 35,6%       | 27,1  |
| 1988 | 69,1%        | 30%         | 0,9%  |